# Ivano-Frankivsk
Ivano-Frankivsk (tiếng Ukraina: Івано-Франківськ; tên cũ Stanyslaviv, Stanislau, hay Stanisławów) là một thành phố lịch sử ở tây nam Ukraina, là thủ phủ tỉnh Ivano-Frankivsk, Ukraina. Thành phố lớn thứ 3 trong vùng châu Âu Carpathia, chỉ sau Lviv và Košice.
Thành phố này có diện tích km2 dân số 238.196 người (thời điểm năm 2022).

## Khí hậu
| Dữ liệu khí hậu của Ivano-Frankivsk                | Dữ liệu khí hậu của Ivano-Frankivsk | Dữ liệu khí hậu của Ivano-Frankivsk | Dữ liệu khí hậu của Ivano-Frankivsk | Dữ liệu khí hậu của Ivano-Frankivsk | Dữ liệu khí hậu của Ivano-Frankivsk | Dữ liệu khí hậu của Ivano-Frankivsk | Dữ liệu khí hậu của Ivano-Frankivsk | Dữ liệu khí hậu của Ivano-Frankivsk | Dữ liệu khí hậu của Ivano-Frankivsk | Dữ liệu khí hậu của Ivano-Frankivsk | Dữ liệu khí hậu của Ivano-Frankivsk | Dữ liệu khí hậu của Ivano-Frankivsk | Dữ liệu khí hậu của Ivano-Frankivsk |
| Tháng                                              | 1                                   | 2                                   | 3                                   | 4                                   | 5                                   | 6                                   | 7                                   | 8                                   | 9                                   | 10                                  | 11                                  | 12                                  | Năm                                 |
| -------------------------------------------------- | ----------------------------------- | ----------------------------------- | ----------------------------------- | ----------------------------------- | ----------------------------------- | ----------------------------------- | ----------------------------------- | ----------------------------------- | ----------------------------------- | ----------------------------------- | ----------------------------------- | ----------------------------------- | ----------------------------------- |
| Cao kỉ lục °C (°F)                                 | 16.1 (61.0)                         | 20.9 (69.6)                         | 26.0 (78.8)                         | 30.4 (86.7)                         | 32.2 (90.0)                         | 34.2 (93.6)                         | 37.1 (98.8)                         | 37.2 (99.0)                         | 36.3 (97.3)                         | 28.4 (83.1)                         | 22.1 (71.8)                         | 19.1 (66.4)                         | 37.2 (99.0)                         |
| Trung bình ngày tối đa °C (°F)                     | 0.8 (33.4)                          | 3.0 (37.4)                          | 8.1 (46.6)                          | 15.3 (59.5)                         | 20.5 (68.9)                         | 23.7 (74.7)                         | 25.8 (78.4)                         | 25.5 (77.9)                         | 20.0 (68.0)                         | 14.1 (57.4)                         | 7.1 (44.8)                          | 1.8 (35.2)                          | 13.8 (56.8)                         |
| Trung bình ngày °C (°F)                            | −3.0 (26.6)                         | −1.5 (29.3)                         | 2.8 (37.0)                          | 9.1 (48.4)                          | 14.1 (57.4)                         | 17.7 (63.9)                         | 19.5 (67.1)                         | 18.9 (66.0)                         | 13.8 (56.8)                         | 8.3 (46.9)                          | 3.0 (37.4)                          | −1.7 (28.9)                         | 8.4 (47.1)                          |
| Tối thiểu trung bình ngày °C (°F)                  | −6.7 (19.9)                         | −5.3 (22.5)                         | −1.8 (28.8)                         | 3.2 (37.8)                          | 8.1 (46.6)                          | 12.0 (53.6)                         | 13.8 (56.8)                         | 13.0 (55.4)                         | 8.4 (47.1)                          | 3.7 (38.7)                          | −0.4 (31.3)                         | −5.0 (23.0)                         | 3.6 (38.5)                          |
| Thấp kỉ lục °C (°F)                                | −33.9 (−29.0)                       | −32.5 (−26.5)                       | −26.1 (−15.0)                       | −11.1 (12.0)                        | −3.9 (25.0)                         | 0.0 (32.0)                          | 3.9 (39.0)                          | 3.4 (38.1)                          | −4.0 (24.8)                         | −14.2 (6.4)                         | −18.7 (−1.7)                        | −35.7 (−32.3)                       | −35.7 (−32.3)                       |
| Lượng Giáng thủy trung bình mm (inches)            | 28.0 (1.10)                         | 31.2 (1.23)                         | 35.6 (1.40)                         | 48.1 (1.89)                         | 75.6 (2.98)                         | 90.4 (3.56)                         | 91.5 (3.60)                         | 74.5 (2.93)                         | 61.0 (2.40)                         | 43.1 (1.70)                         | 32.9 (1.30)                         | 35.5 (1.40)                         | 647.4 (25.49)                       |
| Số ngày giáng thủy trung bình (≥ 1.0 mm)           | 7.0                                 | 7.7                                 | 7.5                                 | 8.5                                 | 10.3                                | 11.2                                | 10.1                                | 9.3                                 | 8.2                                 | 7.0                                 | 7.4                                 | 8.4                                 | 102.6                               |
| Số ngày tuyết rơi trung bình                       | 14                                  | 13                                  | 9                                   | 3                                   | 0                                   | 0                                   | 0                                   | 0                                   | 0                                   | 1                                   | 7                                   | 13                                  | 60                                  |
| Độ ẩm tương đối trung bình (%)                     | 81.8                                | 80.0                                | 75.9                                | 70.2                                | 71.3                                | 73.9                                | 73.8                                | 75.6                                | 78.7                                | 80.5                                | 84.1                                | 85.6                                | 77.6                                |
| Nguồn 1: Pogoda.ru.net, Tổ chức Khí tượng Thế giới |                                     |                                     |                                     |                                     |                                     |                                     |                                     |                                     |                                     |                                     |                                     |                                     |                                     |
| Nguồn 2: Weatherbase                               |                                     |                                     |                                     |                                     |                                     |                                     |                                     |                                     |                                     |                                     |                                     |                                     |                                     |